# Evenus floralia
Espèce
Evenus floralia est une espèce de lépidoptères (papillons) de la famille des Lycaenidae et de la sous-famille des Theclinae.

## Dénomination
Evenus floralia a été décrit par Herbert Druce en 1907, sous le nom initial de Thecla floralia.
Synonyme: Thecla tagyroides Lathy, 1930.

### Noms vernaculaires
Evenus floralia se nomme Floral Hairstreak en anglais.

## Description
Evenus floralia est un petit papillon aux antennes et aux pattes annelées de blanc et de marron, avec deux fines et longues queues à chaque aile postérieure.
Le dessus est bleu outremer finement bordé de noir avec aux ailes antérieures une plage centrale grisée et aux ailes postérieures un ocelle anal rouge.
Le revers est bleu outremer avec aux ailes antérieures deux bandes noires dont une postmarginale et aux ailes postérieures quatre bandes noires de postmarginale à postdiscale avec un ocelle anal rouge.

## Écologie et distribution
Evenus floralia est présent au Brésil et en Guyane.

### Protection
Pas de statut de protection particulier.